# Adelgunda Auguszta bajor királyi hercegnő
Adelgunda Auguszta (teljes nevén Adelgunda Auguszta Sarolta Karolina Erzsébet Amália Mária Zsófia Lujza, németül: Prinzessin Adelgunde Auguste von Bayern, olaszul: Duchessa Adelgonda Augusta di Baviera; Würzburg, Bajor Királyság, 1823. március 19. – München, Bajor Királyság, 1914. október 28.), a Wittelsbach-házból származó bajor királyi hercegnő, I. Lajos bajor király és Terézia Sarolta szász–hildburghauseni hercegnő harmadik leánya, aki V. Ferenc modenai herceggel kötött házassága révén a Modenai és Reggiói Hercegség utolsó hercegnéje.

## Élete

### Származása, testvérei
Adelgunda Auguszta hercegnő édesapja a Wittelsbach-házból való I. Lajos bajor király (1786–1868), édesanyja Terézia Sarolta Lujza szász-hildburghauseni hercegnő, bajor királyné (1792–1854) volt.
Adelgunda hercegnő kilenc gyermek közül hatodikként született. A testvérek:
- Miksa királyi herceg (1811–1864), a későbbi II. Miksa bajor király, aki 1842-ben Mária Friderika porosz királyi hercegnőt (1825–1889) vette feleségül.
- Matild Karolina királyi hercegnő (1813–1862), aki 1833-ban III. Lajos hessen-darmstadt-rajnai nagyherceghez (1806–1877) ment feleségül.
- Ottó királyi herceg (1815–1867), a későbbi I. Ottó görög király, aki 1836-ban Amália oldenburgi hercegnőt (1818–1875) vette feleségül.
- Teodolinda Sarolta Lujza királyi hercegnő (1816–1817), kisgyermekkorban meghalt.
- Luitpold királyi herceg (1821–1912), Bajorország régense, aki 1844-ben Habsburg–Toscanai Auguszta Ferdinanda főhercegnőt (1825–1864) vette feleségül.
- Adelgunda Auguszta királyi hercegnő (1823–1914), modenai hercegné.
- Hildegárd Lujza királyi hercegnő (1825–1864), aki 1844-ben Habsburg–Tescheni Albert főherceghez (1817–1895), Károly főherceg fiához ment feleségül.
- Alexandra Amália királyi hercegnő (1826–1875), a müncheni és würzburgi királyi Szent Anna apácakolostorok főnökasszonya és apátnője, írónő.
- Adalbert Vilmos királyi herceg (1828–1875), aki 1856-ban Amália Filippa del Pilar spanyol infánsnőt (1834–1905) vette feleségül.

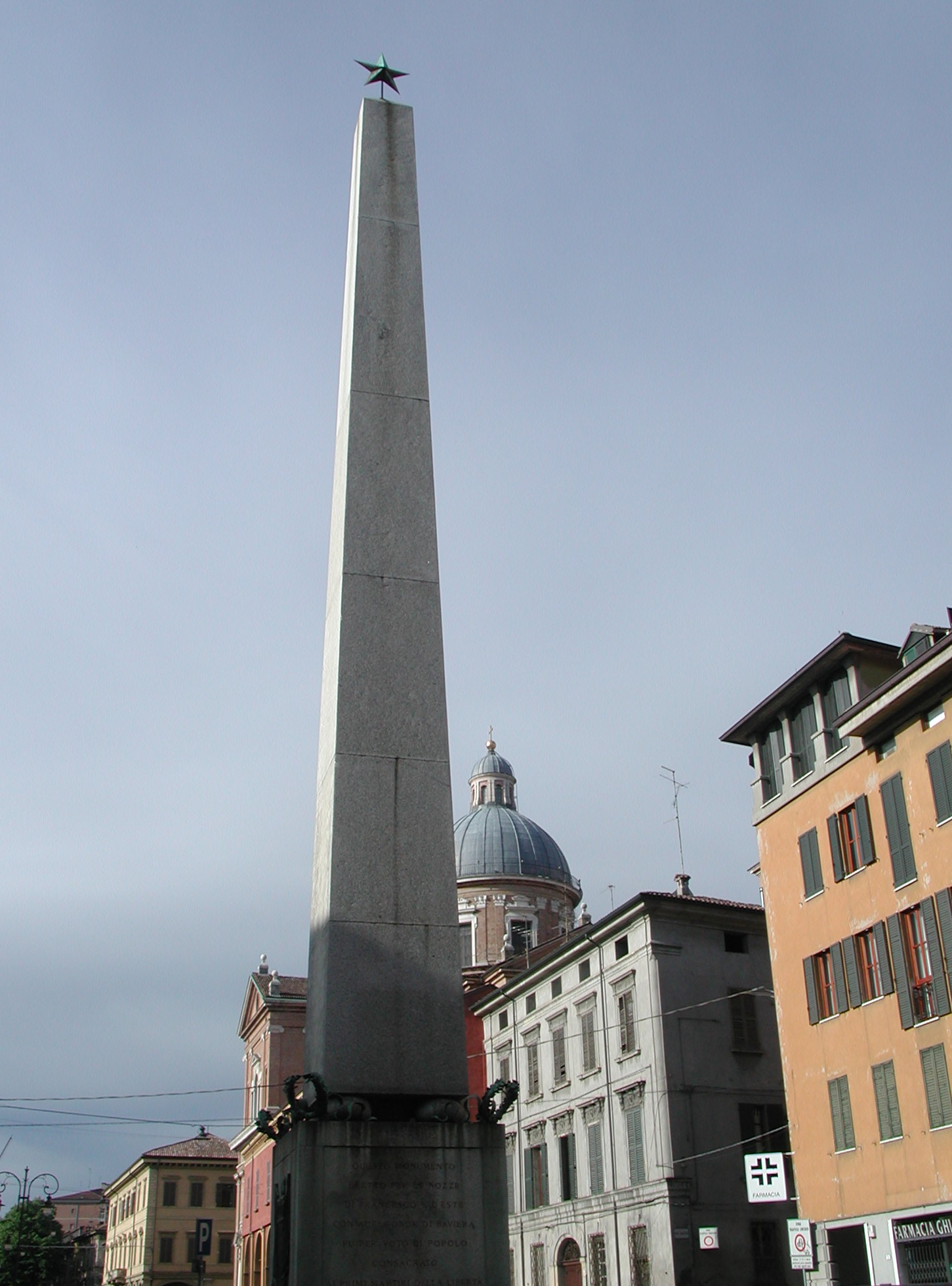
A hercegi házasság emlékműve Reggio nell’Emiliában

### Házassága
Adelgunda Auguszta hercegnő 1839-ben egy hivatalos fogadáson találkozott először jövendő férjével, Habsburg-Estei Ferenc Ferdinánd Geminianus főherceggel (1819–1875), IV. Ferenc modenai hercegnek, Modena, Reggio, Massa, Carrara és Guastalla uralkodó hercegének és Savoyai Mária Beatrix szárd királyi hercegnőnek (1792–1840) legidősebb fiával, az Este-házi hercegségek trónörökösével. A találkozásból szerelem, majd hivatalos eljegyzés lett. 1842. március 30-án Münchenben feleségül ment a trónörökös herceghez. Április 16-án a lelkes sokaság ünneplése mellett vonultak be a hercegi székvárosba, Modenába.
A házasságból egyetlen gyermek született, Habsburg-Estei Anna Beatrix modenai hercegnő, aki azonban egyéves kora előtt meghalt (* 1848. október 19. – 1849. június 8.).

### Az utolsó modenai hercegné
Adelgunda hercegné férje 1846-ban V. Ferenc néven örökölte apja hercegségeit. 1847-ben a zsarnoki módszerekkel kormányzó herceg osztrák birodalmi csapatokat hívott országába, hogy így vegye elejét a népfelkelésnek. Ennek ellenére 1848 tavaszán a szárd-piemonti hadsereg támogatásával Modenában is kitört forradalom. A hercegi pár Ausztriába menekült, Radetzky tábornagy hadi sikerei nyomán azonban már 1848. augusztus 10-én visszatérhettek székvárosukba.
1859-ben II. Viktor Emánuel szárd-piemonti király csapatai elfoglalták Modena és Reggio Hercegségeket. Június 4-én a magentai csatában az osztrák birodalmi haderő súlyos vereséget szenvedett. V. Ferenc hercegnek, mint Ausztria szövetségesének, családjával együtt ismét menekülnie kellett Modenából. Június 11-én hagyták el az Este hercegségeket és keltek át a Pó folyón, a hozzájuk hű maradt hercegi csapattal (Brigata Estense). Az Este hercegségeket a Szárd-Piemonti Királysághoz, majd 1860 augusztusában az egyesített Olasz Királysághoz csatolták.
Adelgunda hercegné és V. Ferenc herceg Bécsbe költöztek. A Landstrassén álló Modena palotában (Palais Modena) laktak, amit még 1806-ban Estei Mária Beatrix Rikarda modenai hercegnő építtetett. (A palotát a hercegnő fia, majd unokája, V. Ferenc modenai herceg örökölte, 1875-ben Habsburg–Lotaringiai Ferenc Ferdinánd osztrák–magyar trónörökösre szállt, az első világháború során lebontották).
Az utolsó modenai uralkodó herceg itt hunyt el 1875-ben. Az özvegy Adelgunda hercegné visszatért Bajorországba, ahol unokaöccse, II. Lajos bajor király (1845–1886) uralkodott. A Wildenwart kastélyba költözött. II. Lajost 1886-ban uralkodásra alkalmatlannak nyilvánították, az uralkodói teendőket Adelgunda Auguszta bátyja, Luitpold herceg (1821–1912) vette át régensként.
Az özvegy Adelgunda hercegné (aki családtagjaitól a „Tante Modena” melléknevet kapta) igazi szürke eminenciás volt a bajor királyi udvarnál. Komoly befolyást gyakorolt bátyjának döntéseire. Mivel Luitpold herceg felesége, Habsburg–Toscanai Auguszta Ferdinanda főhercegnő (1825–1864) már nem élt, Adelgunda Auguszta hercegné gyakorolhatta az Első Dáma szerepét a családi eseményeken és a protokolláris állami megnyilvánulások alkalmával. Csendes diplomáciai munkájával a bécsi udvar befolyását is erősítette a müncheni királyi udvarban.
Adelgunda hercegné 1914 október végén hunyt el, 91 éves korában. Mindketten a Habsburg-család temetkezőhelyén, a bécsi kapucinusok templomának kriptájában nyugszanak.